# Zasów
Zasów est une localité polonaise de la gmina de Żyraków, située dans le powiat de Dębica en voïvodie des Basses-Carpates.